# Ilhas Martin Vaz
Ilhas Martin Vaz är öar i Brasilien.   De ligger i delstaten Espírito Santo, i den östra delen av landet, 2 100 km öster om huvudstaden Brasília.